# 聖彼得堡市杜馬

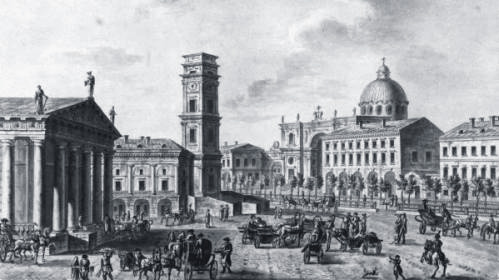
1811年的聖彼得堡市杜馬

聖彼得堡市杜馬成立於1785年。在蘇聯時代，聖彼得堡市杜馬被廢除，權力轉交給彼得格勒蘇維埃。市杜馬大樓是一座新古典主義建築，修建於1784年至1787年。在1847年至1852年期間，該建築按新文藝復興風格重建。1913年至1914年，該大樓又加蓋了兩層。